# Strongylosoma persicum
Strongylosoma persicum är en mångfotingart som först beskrevs av Jean-Henri Humbert och Henri Saussure 1869.  Strongylosoma persicum ingår i släktet Strongylosoma och familjen orangeridubbelfotingar. Inga underarter finns listade i Catalogue of Life.